# Морияма, Ясуюки
Ясуюки Морияма (яп. 森山 泰行 Морияма Ясуюки, род. 1 мая 1969, Гифу) — японский футболист.

## Карьера
На протяжении своей футбольной карьеры выступал за клубы «Нагоя Грампус Эйт», «Бельмаре Хирацука», «Горица», «Санфречче Хиросима», «Кавасаки Фронтале», «Консадоле Саппоро», «Гифу».

## Национальная сборная
В 1997 году сыграл за национальную сборную Японии 1 матч, против сборной Турции.

## Статистика за сборную
| Сборная Японии | Сборная Японии | Сборная Японии |
| Год            | Матчи          | Голы           |
| -------------- | -------------- | -------------- |
| 1997           | 1              | 0              |
| Итого          | 1              | 0              |

## Достижения
- Кубок Императора: 1995